# Грибоедов, Фёдор Акимович
Фёдор Аки́мович (Иоаки́мович) Грибое́дов (около 1610 — 1673, Москва) — русский государственный деятель, думный дьяк Казанского дворцового и Разрядного приказов, писатель

.
Член комиссии, подготовившей Соборное уложение 1649 года. В 1669 году по поручению царя Алексея Михайловича составил апологетическую «Историю о царях и великих князьях земли Русской», в которой обосновывались права Романовых на российский престол.

## Биография

### Происхождение и ранние годы
Фамилия Грибоедовых встречается в документах начиная с XVI века. В 1607 году Михаил Ефимович Грибоедов был награждён царём Василием Шуйским за то, что «много дородства и храбрости, и кровопролитие, и службу показал». В 1614 году царь Михаил Фёдорович пожаловал тому же Грибоедову несколько деревень в Вяземском уезде, включая знаменитую Хмелиту, «за его многие службы… в нужное и во прискорбное время… против врагов наших, польских и литовских людей, которые до конца хотели разорить государство Московское и веру христианскую попрать, а он, Михайло, будучи во московской службе, противу тех злодеев наших стоял крепко и мужественно, голод, и наготу, и во всём оскудение, и нужду всякую осадную терпел многое время, а на воровскую прелесть и смуту ни на которую не покусился».
Существуют две основные версии происхождения Фёдора Грибоедова. Согласно одной из них, он являлся потомком польского выходца или «полоняника» Яна Гржибовского. В литературе встречаются указания на то, что Фёдор был его сыном и, соответственно, носил отчество Иванович. Эта точка зрения зафиксирована в ЭСБЕ, но не представлена в позднейших справочниках. Между тем перепись Москвы 1620 года называет «государынина сына боярского» Акима (Якима) Грибоедова, имевшего «у Покровских ворот, идучи в город, налеве» большой двор в длину тридцати и в ширину двенадцати сажен. Под «государыней» подразумевалась мать ещё не женатого царя Михаила — Великая старица Марфа. Двор Грибоедовых был отмечен также в московской описи 1629 года и в росписном списке 1638 года.
Первые сведения о службе «подьячего Федьки Грибоедова» восходят к 1628 и 1632 годам . Во время Смоленской войны он находился в армии боярина Михаила Шеина. В должности подьячего Приказа Казанского дворца Грибоедов в 1638 году был послан «для золотой руды» . Его имя упоминается и в других документах приказа: например, в «справленной» им грамоте Михаила Фёдоровича курмышскому воеводе Фёдору Философову от 23 августа 1639 года . В декабре 1646 года Грибоедов числился уже «старым подьячим» с поместным окладом в 300 четвертей и денежным в 30 рублей . В 1647 году он находился «на государевой службе» в Белгороде, затем вернулся в Москву .

### Участие в составлении Соборного уложения

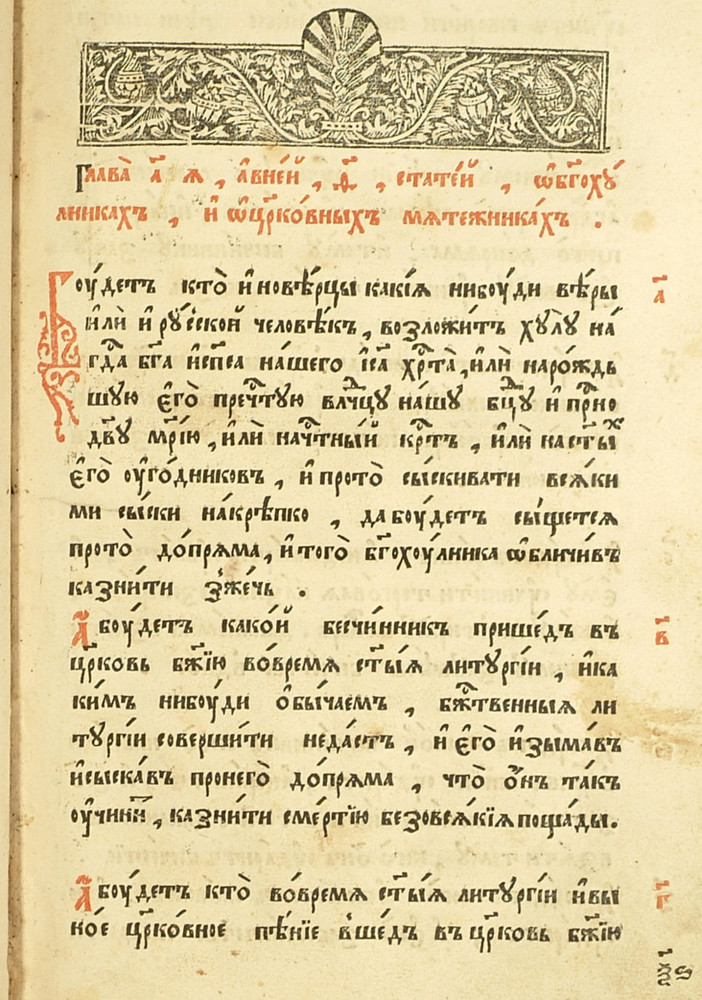
Страница Уложенной книги (глава «О богохулниках и о церковных мятежниках»)

В начале 1648 года Грибоедов был в Ливнах при боярине князе Никите Одоевском — своём бывшем непосредственном начальнике. Летние события в Москве подтолкнули правительство к созданию нового свода законов. Для этого «государева и земского великого царьственного дела» 14 июля была образована комиссия, председателем которой стал Одоевский, а одним из членов — Грибоедов . Чиновникам поручалось собрать из разных учреждений, сверить и систематизировать все законодательные материалы, накопившиеся со времён Уложения 1607 года. Шведский дипломат Карл Поммеренинг 18 октября в донесении королеве Кристине сообщал о работе комиссии:

«Они… продолжают усердно работать для того, чтобы простые люди и все прочие были удовлетворены хорошими законами и свободой».

Вопросы, на которые «в судебниках указу не положено, и боярских приговоров на те статьи не было», Одоевский с сотрудниками должны были «изложити… общим советом» и «в доклад написати» . Приветствовались и оригинальные предложения, если они были угодны царю: так, 9 ноября Грибоедов выступил с идеей «отобрать на государя» все вотчины, приобретённые церковью с 1580 года, а земли эти «роздать по разбору служилым людям, безпоместным, и пустопоместным, и малопоместным дворянам и детям боярским». Проект встретил закономерное сопротивление духовенства и в Соборное уложение не вошёл, хотя и был поддержан посадскими людьми. За участие в кодификационной работе Фёдор Акимович 25 ноября получил чин дьяка, с удвоенными поместным и денежным окладами. Подготовленный проект Уложенной книги комиссия представила на обсуждение Земскому собору, дополнившему и переделавшему многие статьи. Известна челобитная присутствовавших на соборе гостей Васильева, Венедиктова и Щипоткина с жалобой на дьяков Леонтьева и Грибоедова: «… Они, Гаврило и Фёдор, хотя… гостей затеснить, написали в Уложенной книге после всех чинов людей последними людьми, а свой чин написали выше… гостей многими месты». Требование купцов изменить порядок, в котором перечислялись сословия, было удовлетворено. 29 января 1649 года Грибоедов, наряду с другими дьяками, «закрепил своим рукоприкладством» подлинник Уложения и т. н. «Опись поправкам». С этих текстов в дальнейшем были напечатаны два тиража для рассылки в приказы и города.
Степень личного вклада Грибоедова в составление Уложенной книги оценивается специалистами по-разному. Н. А. Полевой и М. Ф. Владимирский-Буданов предполагали наличие в комиссии «почётных членов», не вмешивавшихся в собственно законотворческую деятельность, осуществляемую дьяками  . Позднее А. И. Яковлев именовал Фёдора Грибоедова «единоличным творцом Уложения». В то же время известный историк С. Ф. Платонов, исходя из представлений о старомосковском местничестве, ограничивал роль незнатного дьяка ведением деловой переписки с приказами . По мнению лингвиста П. Я. Черных, «если Одоевскому как ответственному редактору принадлежало общее руководство деятельностью комиссии, то авторская работа осуществлялась главным образом Грибоедовым» . Этот вывод подтверждается и языковедческим анализом сохранившихся сочинений членов Уложенной комиссии . Кроме того, для выполнения рутинного канцелярского труда не требовалось производить Грибоедова в дьяки. Косвенным свидетельством существенной роли Грибоедова в подготовке Уложения служит его участие в переводе Уложенной книги на латинский язык в 1663 году .

### Деятельность после 1649 года
В 1649—1660 годах Грибоедов продолжал работать в Казанском приказе, дослужившись к 1654 году до чина старшего дьяка. 13 января 1659 года он был включён в состав посольства к украинскому гетману Ивану Выговскому, а летом, вероятно, находился в русском стане при осаде Конотопа и отступлении к Путивлю . В октябре того же года Грибоедов ездил с главой Казанского приказа князем Алексеем Трубецким в Запорожье для участия в раде, возведшей на гетманство лояльного Москве Юрия Хмельницкого. За дипломатические успехи (новый гетман подписал Переяславские статьи, существенно ограничивавшие автономию Войска Запорожского) дьяк в феврале 1660 года получил от царя «шубу отлас золотой в 50 рублёв, да кубок в 2 гривни, да к прежнему его окладу придачи поместного окладу 150 четей, денег 20 рублёв, да на вотчину 2000 ефимков» .
С 16 января 1661 года Грибоедов служил в центральных органах военного управления: сначала в Приказе полковых дел, а с 11 мая 1664 года — в Разрядном приказе . В январе 1669 года дьяк вошёл в состав комиссии для переговоров с представителями архиепископа Черниговского Лазаря и гетмана Демьяна Многогрешного. К этому же времени относится награждение Грибоедова Алексеем Михайловичем за написание «Истории о царях и великих князьях».
К 1670-м годам дьяк имел поместья в Алатырском, Арзамасском, Каширском, Коломенском и Переславском уездах, а также вотчины в Вяземском уезде . Его двор в Москве располагался в районе «Устретенской сотни, по Покровке». С 13 октября 1670 года по 29 мая 1673 года Грибоедов вновь числился дьяком Приказа Казанского дворца. В документе, датированном «новолетием» 1 сентября 1673 года, о дьяке говорится уже как о покойном .
О семейной жизни Грибоедова сохранилось мало сведений. Известно, что его жену звали Евдокией, а одну из дочерей — Стефанидой. Двое сыновей дьяка находились на государственной службе. Старший, Григорий Фёдорович, был стольником и с 1693 года — воеводой в Илимске. Младший, Семён, тоже стал стольником, затем служил полковником московских стрельцов, участвовал в Хованщине, был бит кнутом и сослан в Тотьму, где и умер в 1708 году. Владел имением Хмелита под Вязьмой. По линии матери от него происходил Александр Сергеевич Грибоедов, автор «Горя от ума».

## «История о царях и великих князьях»

### Условия создания
Сохранение традиций официального общерусского летописания представлялось властям делом исключительной важности . Распространившиеся после Смуты «баснословные» исторические повести не признавались полноценным продолжением летописей . 3 ноября 1657 года Алексей Михайлович распорядился создать специальный Записной приказ, сотрудники которого Тимофей Кудрявцев и Григорий Кунаков должны были описать «степени и грани царские» от Ивана Грозного до Переяславской рады . Однако весной 1659 года приказ по неизвестным причинам был ликвидирован. В 1667 году Грибоедов, к тому времени зарекомендовавший себя усердной службой и известный литературными способностями, получил от правительства персональное поручение продолжить Степенную книгу от конца XVI до середины XVII века . Советский историк Л. В. Черепнин объяснял выбор кандидатуры Грибоедова тем, что дьяк был «лицом, которое принимало непосредственное участие в политической жизни Русского государства» . Привлечение к подобному заказу светского человека считается одним из проявлений начавшегося обмирщения русской культуры.

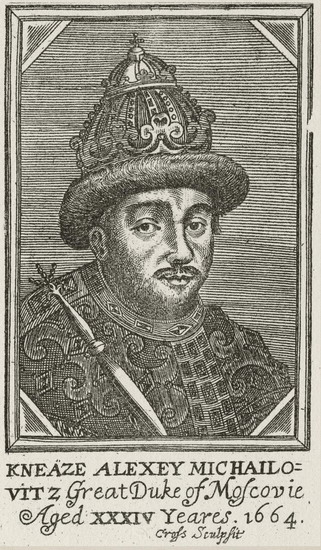
Алексей Михайлович. Английская гравюра (1664)

Современные исследователи предполагают, что необходимые материалы дьяку предоставлял Приказ Большого Дворца, ведавший царским хозяйством . Установлено, что за выполнением государственного задания последовало не только единовременное вознаграждение (50 аршин дорогого сукна в декабре 1668 года и ещё 20 аршин — в январе 1669 года, с окончанием работы), но и увеличение поместного и денежного окладов . Официальное назначение книги отчётливо определяется заключительной пометой на «царском» (подносном) экземпляре:

«Сия книга… состав и слог во 177 году разрядного диака Феодора Иакимова сына Грибоедова. И за ту книгу дано ему государева царёва и великого князя Алексея Михайловича, всеа Великия и Малыя и Белыя Русии самодержца, жалованья 40 соболей, да в приказе 50 рублёв денег, отлас, камку, да придачи к поместному окладу 50 четей, денег 10 рублёв. А книга взята к великому государю в Верх» .

«История» составлена на книжном языке, копирующем стиль её основных источников. Только в рассказе о Смутном времени Грибоедов отступал от высокого слога и возвращался к более привычным для него нормам приказной речи . Первые главы сочинения представляли собой фрагментарный пересказ «Степенной книги». Запись в расходных документах Приказа Большого дворца от 12 февраля 1669 года прямо говорит, что дьяк «сделал Степенную книгу благоверного и благочестивого дома Романовых» . Описывая события XVII столетия, автор опирался на другие памятники: Русский хронограф в редакции 1617 года, произведения Ивана Тимофеева и Авраамия Палицына, а также Соборное изложение патриарха Феофана, взятое из Кормчей книги 1653 года . Кроме того, Грибоедов привлёк для своего труда документальные материалы: указы 1600-х годов, «Утвержденную грамоту» об избрании на престол Михаила Фёдоровича, различные приказные записи . «История» имела обычный для того времени компилятивный характер: в тексте присутствуют и прямые заимствования из использованных произведений, и цитирование отдельных фраз, и перефразировка. Новшеством в работе дьяка стали непосредственные ссылки на документы .
Сочинение Грибоедова известно в сравнительно малом числе списков (около десяти), что, по-видимому, объясняется появлением вытеснивших его новых книг по истории России, прежде всего — печатного Синопсиса . Сопоставляя «Историю» Грибоедова с сочинением Иннокентия Гизеля, возвеличивавшим Киевскую Русь, С. М. Соловьёв указывал на определённую конфронтацию «московского» и «киевского» подходов к русской истории: «Таковы были первые попытки, первый младенческий, несвязный лепет русской историографии у нас на севере и юге. Разумеется, мы не решимся отдавать преимущества одному сочинению перед другим, заметим только, что царский характер истории Северной России резко сказался в сочинении московского дьяка». Этот вывод позднее был поддержан П. Н. Полевым: «Между трудом Гизеля и трудом Грибоедова нельзя не заметить… различия в тех общественных потребностях, которые вызвали авторов к составлению обоих трудов… В направлении этих сочинений… резко высказываются два совершенно противоположных направления… русской культуры: одно, по которому шло образование наше на Юго-Западе, хотя и основанное на влиянии Запада, воспринятом через Польшу, однако же совершенно органически пустившее прочные корни в самую глубь народной массы; другое — по которому медленно, черепашьим ходом, через тысячи препятствий, пробивало себе дорогу образование на московском Северо-Востоке».
Списки «Истории» подразделяются на шесть редакций. Первоначальный (черновой) набросок известен в виде 34 глав краткой редакции, которая является своего рода сюжетным конспектом, сохраняющим лишь главные имена, даты и факты, во многом потом поправленные. Окончательный авторский вариант, также из 34 глав, представлен рукописью из царской библиотеки. Авторская редакция доведена до 1 сентября 1667 года — дня объявления наследником престола царевича Алексея Алексеевича. Этот текст позднее переписывался с небольшими дополнениями, сделанными для постороннего читателя: были добавлены даты рождения Алексея Михайловича и его сыновей, а также перечни удельных князей Рюриковичей. На основе последнего варианта появились редакции из 36 и 41 главы, отличающиеся мелкими изменениями, сокращениями и вторичными заимствованиями из тех же источников, на которых строится авторский текст «Истории». Уже после смерти Грибоедова редакцию из 41 главы дополнили рассказом о событиях 1669—1676 годов. Рукопись неизвестного продолжателя Грибоедова озаглавлена «Сокращение Российской истории в 36 главах, содержащее вкратце бытия Российские от великого князя Владимира I до восшествия на престол царя Феодора Алексеевича» .

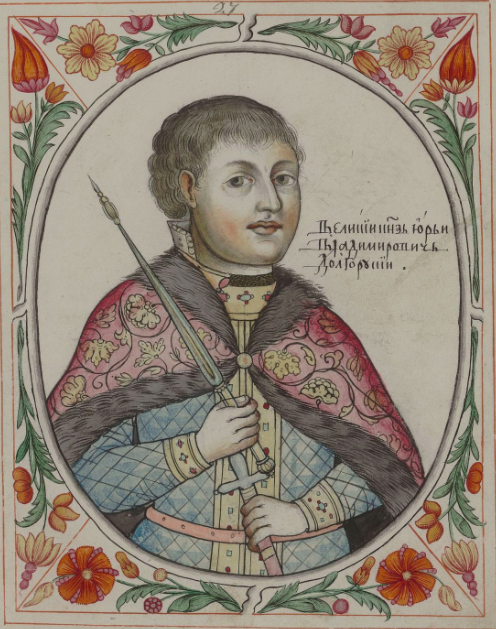
Юрий Владимирович Долгорукий. Портрет из «Царского титулярника» (1672)

### Особенности повествования
Собственно исторические сведения даны в книге Грибоедова очень избирательно: дьяк умалчивает не только о вечевых порядках Новгорода, но и об ордынском иге (и то, и другое умалило бы престиж династии) . Пропуская «неудобные» события (войны, мятежи, восстания), автор «Истории» останавливается на личностях правителей. Особое внимание, естественно, уделено основателю Москвы Юрию (Георгию) Долгорукому:

«Истинный… наследник отечества Российского царствия великий князь Георгий Долгорукой, иже бысть седьмой сын великого князя Владимира Мономаха, аще и не в Киеве тогда начальствуя, но в Суждале… и в Ростове, честию же преспевая паче всех братий своих».
«Великий же князь Георгий Владимирович, тогда государствуя в богоспасаемом граде Москве, обновляя в нём первоначальственное скиптродержавие благочестивого царствия, идеже ныне благородное их семя царское преславно царствуют».

Уже при сыновьях Долгорукого «киевские велицыи князи подручны бяху владимирским самодержцам, в граде бо Владимире тогда начальство удерживавшим пришествием чудотворного образа Богоматери». Князь Всеволод Большое Гнездо «над всеми владомыми в Российстей земли бысть един всем любим самодержец, такожде и сам всех любя и самодержствуя». Кратко описав подвиги его внука Александра Невского, Грибоедов сразу же переходил к правлению Даниила Александровича Московского, «понеже убо тогда честь и слава великого княжения восхождаше на боголюбивый град Москву».
Дальнейшее повествование относилось к московским великим князьям дома Ивана Калиты. Подробно рассказывалось о «благочестном житии» Ивана Грозного — храброго воина и дальновидного политика. Событием исключительной важности была представлена женитьба первого царя на Анастасии Романовне:

«Ещё же… ревностию по Бозе присно препоясуясь и благонадёжные победы мужеством окрестные многонародные царства прият, Казань, и Астрахань, и Сибирскую землю. И тако Российския земли держава пространством разливашеся, а народи ея веселием ликоваху и победные хвалы Богу воссылаху».
«Законному браку сочетася, избра себе он, великий государь, по своему царскому достоинству богомудрую супругу, аки светлый бисер или анфракс камень драгий, всечестную отроковицу и блаженную дщерь некоего вельможи Романа Юрьевича Романова».

Следуя традиции «Временника» Ивана Тимофеева и «Сказания» Авраамия Палицына, во всех бедах Смутного времени дьяк обвинял Бориса Годунова . Глава о «междуцарствии» завершалась описанием поездки Фёдора Шереметева в Ипатьевский монастырь и рассказом о заключении Деулинского перемирия. В конце книги Грибоедов поместил «витиеватое моление» — панегирик царю Алексею Михайловичу и царице Марии Ильиничне.

### Идеологическое значение
С. Ф. Платонов полагал, что перед Грибоедовым стояла лишь скромная задача составления родословия князей, и поэтому работу дьяка не следует рассматривать в качестве изложения русской истории. По мнению учёного, книга была задумана как руководство для царских детей «в их первом знакомстве с историей Родины и их царской семьи», поскольку могла «служить лишь для… элементарного ознакомления с судьбами великого княжения Русского и царства Московского» .
Учебный характер «Истории о царях и великих князьях» признавали и другие исследователи  . С. Л. Пештич сравнивал «Историю» с «Описанием всех великих князей и царей Российских в лицах с историями», которое боярин Артамон Матвеев составил для царевича Фёдора Алексеевича. Отмечается, впрочем, что «родословный счёт» являлся распространённой в ту пору формой написания исторических трудов, идущей ещё от Нового летописца . Автор «Истории», уверенный в божественной природе царской власти, представлял прошлое России в виде династической преемственности. Труд Грибоедова стал своеобразным «завершением старомосковской историографии», в центре внимания которой находился порядок княжений и царствований, а не судьбы народа и государства .
По наблюдению А. Л. Шапиро, в России легенды о происхождении всех законных монархов от Августа вытеснялись ещё медленнее, чем на Западе — представления о связи Священной и Древней Римских империй . «История» Грибоедова приближала Третий Рим непосредственно к Первому. Как и Степенная книга, она начиналась со Сказания о князьях Владимирских, то есть с генеалогии князей Рюриковичей от императора Августа и его «присного брата, имянем Пруса» . Счёт поколениям автор вёл от первого «благоверного» (православного) князя — Владимира Святославича:

«И о том объявлено в Степенной книге в первой же степени оныя» .

Около трети работы относится ко времени до Ивана Грозного включительно, две трети же — к XVII веку. Особенно детально дьяком были освещены события Смуты, предшествовавшие воцарению Романовых. Поставив себе задачу показать историю правящего дома, автор выдвинул два основных генеалогических положения.

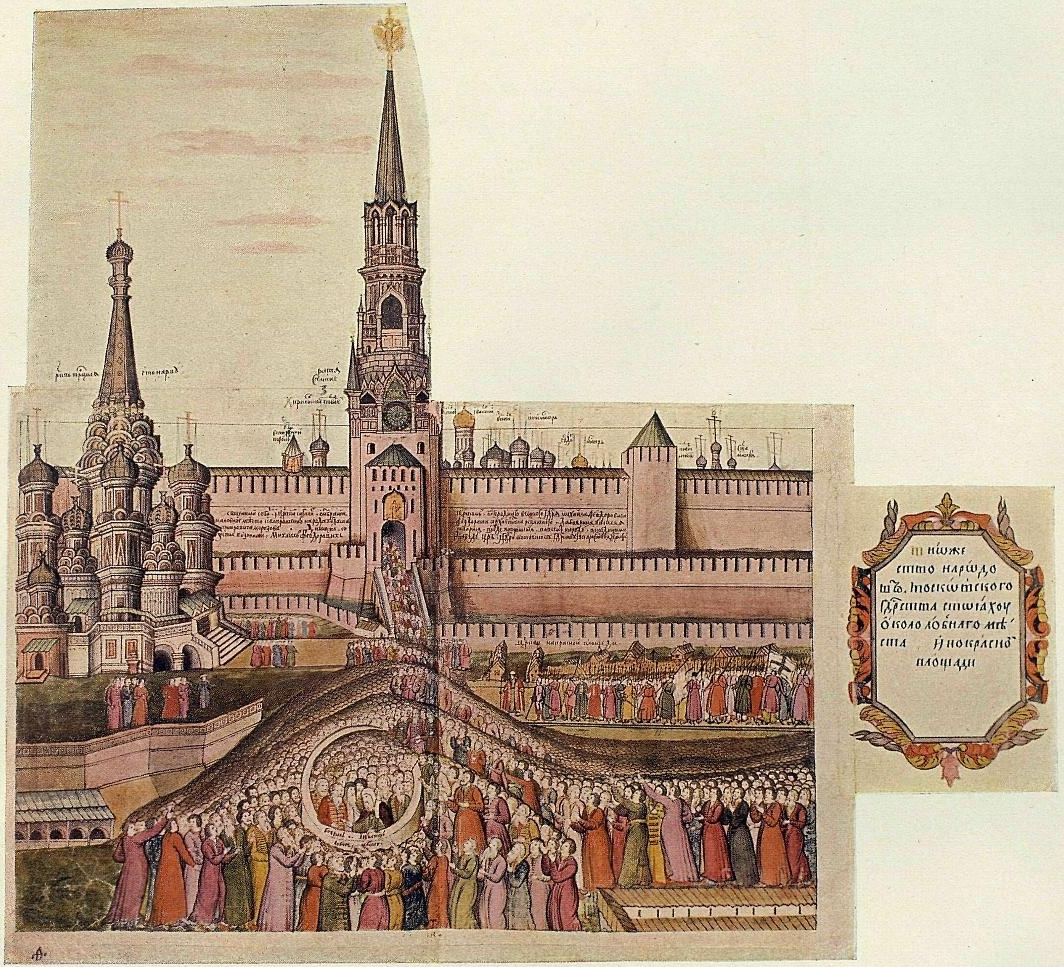
«Присяга москвичей новоизбранному царю Михаилу Фёдоровичу». Миниатюра из «Книги об избрании на царство Михаила Феодоровича Романова». 1670-е годы

Во-первых, отрицалось прекращение рода Рюриковичей со смертью Фёдора Ивановича. Грибоедов, следуя за избирательной грамотой Михаила Романова, утверждал преемство Михаила Фёдоровича «по сродствию» матери царя Фёдора Анастасии Захарьиной-Юрьевой, которая была тёткой отца Михаила — патриарха Филарета. Михаил, таким образом, оказывался законным наследником престола Ивана Грозного .
Во-вторых, вслед за генеалогией Рюрика потребовалось возвести к римским императорам и дом Романовых, укрепив тем самым международный авторитет династии . Поэтому в текст вводится «родословие» царицы Анастасии:

«В древних летех в Российское царствие выехал из Прусския земли государя Прусского сын Ондрей Иванович Романов, а Прусские государи сродни Августу, кесарю Римскому, обладающему всею вселеннею. А откуду и в кое время прусское державство начася, и то писано в книге сей выше сего в первой главе. А от Ондрея Ивановича Романова в Российском царствии пошли многие великие и честные роды» .

Параллельно с основной генеалогической схемой Грибоедов делал ряд частных экскурсов и справок об отдельных княжеских родах: Вяземских, Дашковых, Кропоткиных и т. д. Говоря о черниговских, рязанских и смоленских князьях, он приводил перечень происходящих «от их корени» боярских фамилий. Н. Л. Рубинштейн предполагал, что Грибоедов пользовался старинными родословными книгами, в частности Государевым родословцем .
Сочинение Грибоедова, созданное в эпоху постоянных конфликтов между Россией и Речью Посполитой, проникнуто антикатолическими настроениями. Большое значение в этой связи имели эпизоды бегства к «ляхам» Святополка Окаянного и пленения Василия Шуйского. Изменники «предаша царя Василья Ивановича… во зловраждебные и христианоубийственные руки польским и литовским людем» . Важнейшим же событием 1612 года автору представлялось «исторгнутие из челюстей змиевых у поляков царьствующего града Москвы» . Хотя эти инвективы не распространялись на православных жителей Речи Посполитой, видный историк «западнорусской» школы М. О. Коялович расценивал книгу Грибоедова как «жалкий плод приказной среды», «напыщенное восхваление» и «искажение фактов» .

### Основные издания
- История о царях и великих князьях земли Русской (по списку СПбДА, № 306) / сообщ. С. Ф. Платонова и В. В. Майкова. — СПб.: Синодальная типография, 1896. — 72 с. (Памятники древней письменности. Т. CXXI)

## Комментарии
1. ↑  В 1613 году Аким Грибоедов числился в свите архиепископа Рязанского Феодорита, приглашавшего Михаила Романова на царство; впоследствии служил в московских приказах, умер не ранее 1634 года[10].
2. ↑  Определение точного места командировки Грибоедова затруднено тем, что в ведении Казанского приказа находились обширные территории Поволжья.
3. ↑  Остальные составители Уложенной книги: боярин князь Семён Прозоровский, окольничий (впоследствии боярин) князь Фёдор Волконский и дьяк Гаврила Леонтьев. По словам В. О. Ключевского, это были люди «не особенно влиятельные, ничем не выдававшиеся из придворной и приказной среды»[15].
4. ↑  Сторонники версии о польском происхождении Грибоедова связывают его секуляризационные планы с влиянием Литовского статута 1588 года[19].
5. ↑  Одоевский и Волконский тоже были книжниками: первый написал ряд посланий Алексею Михайловичу и патриарху Никону, а второй составил автобиографический «Летописец».
6. ↑  В 1857 году в селе Рогожа Осташковского уезда под церковью было найдено «нетленное тело», одетое в серый камзол. Участники 112-го заседания Тверской археологической комиссии идентифицировали останки как принадлежащие «именно Ф. Грибоедову, а не кому иному» и перезахоронили на осташковском кладбище[11].
7. ↑  Другими родственниками Фёдора Акимовича предположительно являлись Алексей Грибоедов (писец, с 1646 года подьячий Разбойного приказа) и упомянутый в нескольких документах 1672—1676 годов стряпчий Василий Грибоедов [32].
8. ↑  Юрист XIX века П. Д. Калмыков считал это первым в России гонораром за «частный литературный труд» [41].
9. ↑  «Верх» — дворцовый верхний этаж, где проживала царская семья.
10. ↑  Полное название труда — «История, сиречь повесть или сказание вкратце, о благочестно державствующих и свято поживших боговенчанных царех и великих князех, иже в Рустей земли богоугодно державствующих, начнеше от святаго и равноапостолного князя Владимира Святославича, просветившего всю Русскую землю святым крещением, и прочих, иже от него святаго и праведного сродствия, тако ж о Богом избраннем и приснопамятнем великом государе царе и великом князе Михайле Фёдоровиче, всеа Русии самодержце, и о сыне его государеве, о Богом хранимом, и благочестивом, и храбром, и хвалам достойном великом государе царе и великом князе Алексее Михайловиче, всеа Великия и Малыя и Белыя Русии самодержце, в которые времена, по милости всемогущего в Троице славимого Бога, учинились они, великие государи, на Московском и на Владимирском и на всех великих и преславных государствах Российской державы, и откуда в Велицей Русии их великих, и благочестивых, и святопомазанных государей царей Богом насаждённый корень прозябе и израсте, и процвете, и великому Российскому царствию сторичный и прекрасный плод даде» [44].
11. ↑  В XVIII веке подносной экземпляр «Истории» попал в библиотеку Александро-Невской лавры[51].
12. ↑  Л. В. Черепнин, тем не менее, видел в построении книги интерес автора к становлению самодержавия и истории укрепления власти русских царей [54].
13. ↑  Исторический Юрий Долгорукий никогда не был московским князем.
14. ↑  В описи библиотеки Алексея Алексеевича 1670 года указано сочинение «Летописец вкратце царем и великим князем», с высокой вероятностью определяемое как список «Истории» Грибоедова[56]. Исследователи М. П. Лукичёв и Б. Н. Морозов допускают, что эту книгу впоследствии мог читать царевич Пётр Алексеевич [40].
15. ↑  Более поздние примеры: «Царский титулярник» Николая Спафария, «Родословие великих московских князей» Лаврентия Хурелича, «Латухинская Степенная книга» Тихона Желтоводского, отчасти — «Хроника» киевлянина Феодосия Сафоновича. Все эти произведения представляют собой списки государей с краткими замечаниями об их родственных отношениях и отдельных исторических происшествиях.
16. ↑  Согласно литературоведу М. Д. Каган-Тарковской, повести о Смутном времени, на которые опирался Грибоедов, во времена Алексея Михайловича воспринимались в качестве актуальной политической публицистики[63].
17. ↑  Далее описывалась история Романовых до царя Михаила Фёдоровича.
18. ↑  Данное обстоятельство обычно приводится в качестве аргумента против гипотезы о польских корнях дьяка. Филолог С. А. Фомичёв обращает внимание также на отсутствие полонизмов в тексте «Истории» [65].